# 라데온 RX 7000 시리즈
라데온 RX 7000 시리즈(Radeon RX 7000 series)는 AMD가 개발한 그래픽 처리 장치 시리즈로, RDNA 3 아키텍처를 기반으로 한다. 2022년 11월 3일에 발표되었으며 라데온 RX 6000 시리즈의 후속작이다. 이 제품군의 첫 두 그래픽 카드(RX 7900 XT 및 RX 7900 XTX)는 2022년 12월 13일에 출시되었다.
현재 AMD는 라데온 RX 7000 시리즈의 데스크톱 그래픽 카드 7종을 발표하고 출시했다. 엔트리급 RX 7600 및 RX 7600 XT, 주류 RX 7700 XT 및 RX 7800 XT, 하이엔드 RX 7900 GRE, 그리고 매니아용 RX 7900 XT 및 RX 7900 XTX가 있다. 또한 두 시리즈로 구성된 노트북 칩 4종이 출시되었는데, 전력 효율성을 목표로 하는 S 시리즈는 RX 7600S와 RX 7700S로 구성되어 있고, M 시리즈는 RX 7800M과 RX 7900M으로 구성되어 있다.

## 기능
- RDNA 3 마이크로아키텍처
  - RX 6000 시리즈의 최대 80개에 비해 최대 96개의 컴퓨트 유닛(CU)
  - 각 CU에 새로운 이중 발행 셰이더 ALU를 탑재하여 사이클당 두 개의 명령을 실행할 수 있음
  - 2세대 레이 트레이싱 가속기
  - FP16, 비행렬 실행 유닛에서 Wave 매트릭스 곱셈-누산 (WMMA) 명령으로 AI 추론 작업 가속화[4][5]
- 칩렛 설계를 기반으로 한 최초의 소비자용 그래픽 카드
  - TSMC N5 공정의 그래픽 컴퓨트 다이(GCD)
  - TSMC N6 공정의 메모리 캐시 다이(MCD)
- 최대 24GB의 GDDR6 SDRAM 비디오 메모리
- L1 캐시가 어레이당 128KB에서 256KB로 두 배 증가
- L2 캐시가 4MB에서 최대 6MB로 50% 증가[6]
- 2세대 인피니티 캐시, 최대 2.7배의 피크 대역폭과 최대 96MB(MCD당 16MB) 용량
- PCI 익스프레스 4.0 x8 또는 x16 인터페이스
- AV1 하드웨어 인코딩 및 디코딩 지원, 12비트 비디오를 최대 8K 60Hz까지 지원[7]
- 새로운 "라디언스 디스플레이" 엔진:
  - 디스플레이포트 2.1 UHBR 13.5 지원 (최대 54 Gbit/s 대역폭)
  - HDMI 2.1a 지원 (최대 48 Gbit/s 대역폭)
  - DSC를 통해 최대 8K 165Hz 또는 4K 480Hz 출력 지원
  - HDR을 위한 12비트 색상 및 Rec. 2020 지원

## Navi 3x 다이
|                                           | 그래픽 컴퓨트 다이 (GCD) | 그래픽 컴퓨트 다이 (GCD) | 그래픽 컴퓨트 다이 (GCD) | 메모리 캐시 다이 (MCD) |
| Navi 31                                   | Navi 32                  | Navi 33                  |                          | 메모리 캐시 다이 (MCD) |
| ----------------------------------------- | ------------------------ | ------------------------ | ------------------------ | ---------------------- |
| 암호명                                    | Plum Bonito              | Wheat Nas                | Hotpink Bonefish         | —                      |
| 컴퓨트 유닛 (스트림 프로세서) [FP32 코어] | 96 (6144) [12288]        | 60 (3840) [7680]         | 32 (2048) [4096]         | —                      |
| 트랜지스터                                | 45.7B                    | 28.1B                    | 13.3B                    | 2.05B                  |
| 트랜지스터 밀도                           | 152.3 MTr/mm2            | 140.5 MTr/mm2            | 65.2 MTr/mm2             | 55.4 MTr/mm2           |
| 다이 크기                                 | 300 mm2                  | 200 mm2                  | 204 mm2                  | 37 mm2                 |

### Navi 31
Navi 31 멀티칩 모듈은 580억 개의 트랜지스터를 특징으로 하며, 이전 세대 Navi 2x보다 165% 증가한 트랜지스터 밀도를 보여준다. 이는 하나의 그래픽 컴퓨트 다이(GCD)와 6개의 메모리 캐시 다이(MCD)를 포함한다. 완전한 Navi 31 다이는 6144개의 스트림 프로세서에 해당하는 12,288개의 FP32 코어를 포함한다. 보도에 따르면 Navi 31 다이는 최대 3.0GHz 주파수까지 확장되도록 설계되었지만, AMD 라데온 RX 7900 XTX 레퍼런스 디자인은 2.5GHz의 부스트 주파수를 달성할 수 있다. Navi 31 다이는 TSMC의 N5 공정 노드에서 제조된다.

### Navi 33
Navi 33 다이는 133억 개의 트랜지스터와 204mm2의 다이 크기를 특징으로 한다. 완전한 다이는 32개의 컴퓨트 유닛으로 분할된 4096개의 FP32 코어를 특징으로 한다. 상위 모델인 Navi 31 다이와 달리, 모놀리식 설계로 TSMC의 N6 공정 노드에서 제조된다.

## 제품

### 데스크톱
| 모델 (암호명)                | 출시일 & 가격                            | 마이크로아키텍처 & 제조 공정       | 칩렛            | 트랜지스터 & 다이 크기 | 코어                      | 코어       | 필레이트      | 필레이트    | 처리 능력 (TFLOPS) | 처리 능력 (TFLOPS) | 처리 능력 (TFLOPS) | 인피니티 캐시 | 인피니티 캐시 | 메모리 | 메모리        | 메모리         | 메모리      | TBP   | 버스 인터페이스 |
| 모델 (암호명)                | 출시일 & 가격                            | 마이크로아키텍처 & 제조 공정       | 칩렛            | 트랜지스터 & 다이 크기 | 구성                      | 클럭 (MHz) | 텍스처 (GT/s) | 화소 (GP/s) | 하프               | 싱글               | 더블               | 크기          | 대역폭 (GB/s) | 크기   | 대역폭 (GB/s) | 버스 유형 & 폭 | 클럭 (MT/s) | TBP   | 버스 인터페이스 |
|                              |                                          |                                    |                 |                        |                           |            |               |             |                    |                    |                    |               |               |        |               |                |             |       |                 |
| ---------------------------- | ---------------------------------------- | ---------------------------------- | --------------- | ---------------------- | ------------------------- | ---------- | ------------- | ----------- | ------------------ | ------------------ | ------------------ | ------------- | ------------- | ------ | ------------- | -------------- | ----------- | ----- | --------------- |
| 라데온 RX 7600 (Navi 33)     | 2023/5/25 $269 USD                       | RDNA 3 TSMC N6                     | 모놀리식        | 13.3×109 204 mm2       | 2048:128:64:32:64 32 CU   | 1720 2655  | 220.2 339.8   | 110.1 169.9 | 14.09 21.75        | 14.09 21.75        | 0.220 0.340        | 32 MB         | 476.9         | 8 GB   | 288           | GDDR6 128-bit  | 18000       | 165 W | PCIe 4.0 ×8     |
| 라데온 RX 7650 GRE (Navi 33) | 2025/2/7 중국 전용 ¥2,049 RMB ($249 USD) | RDNA 3 TSMC N6                     | 모놀리식        | 13.3×109 204 mm2       | 2048:128:64:32:64 32 CU   | 1720 2695  | 220.2 345.0   | 110.1 172.5 | 14.09 22.08        | 14.09 22.08        | 0.220 0.345        | 32 MB         | 476.9         | 8 GB   | 288           | GDDR6 128-bit  | 18000       | 170 W | PCIe 4.0 ×8     |
| 라데온 RX 7600 XT (Navi 33)  | 2024/1/24 $329 USD                       | RDNA 3 TSMC N6                     | 모놀리식        | 13.3×109 204 mm2       | 2048:128:64:32:64 32 CU   | 1720 2755  | 220.2 352.6   | 110.1 176.3 | 14.09 22.57        | 14.09 22.57        | 0.220 0.353        | 32 MB         | 476.9         | 16 GB  | 288           | GDDR6 128-bit  | 18000       | 190 W | PCIe 4.0 ×8     |
| 라데온 RX 7700 XT (Navi 32)  | 2023/9/6 $449 USD                        | RDNA 3 TSMC N5 (GCD) TSMC N6 (MCD) | 1 × GCD 3 × MCD | 28.1×109 346 mm2       | 3456:216:96:54:108 54 CU  | 1900 2544  | 410.4 549.5   | 182.4 244.2 | 26.27 35.17        | 26.27 35.17        | 0.410 0.550        | 48 MB         | 1995          | 12 GB  | 432           | GDDR6 192-bit  | 18000       | 245 W | PCIe 4.0 ×16    |
| 라데온 RX 7800 XT (Navi 32)  | 2023/9/6 $499 USD                        | RDNA 3 TSMC N5 (GCD) TSMC N6 (MCD) | 1 × GCD 4 × MCD | 28.1×109 346 mm2       | 3840:240:96:60:120 60 CU  | 1800 2430  | 432 583.2     | 172.8 233.2 | 27.64 37.32        | 27.64 37.32        | 0.432 0.583        | 64 MB         | 2708          | 16 GB  | 624           | GDDR6 256-bit  | 19500       | 263 W | PCIe 4.0 ×16    |
| 라데온 RX 7900 GRE (Navi 31) | 2023/7/27 중국 전용, 2024/2/27 $549 USD  | RDNA 3 TSMC N5 (GCD) TSMC N6 (MCD) | 1 × GCD 4 × MCD | 57.7×109 529 mm2       | 5120:320:160:80:160 80 CU | 1270 2245  | 406.4 718.4   | 243.8 431.0 | 26.01 45.98        | 26.01 45.98        | 0.406 0.718        | 64 MB         | 2250          | 16 GB  | 576           | GDDR6 256-bit  | 18000       | 260 W | PCIe 4.0 ×16    |
| 라데온 RX 7900 XT (Navi 31)  | 2022/12/13 $899 USD                      | RDNA 3 TSMC N5 (GCD) TSMC N6 (MCD) | 1 × GCD 5 × MCD | 57.7×109 529 mm2       | 5376:336:192:84:168 84 CU | 1500 2400  | 504.0 806.4   | 288.0 460.8 | 32.26 51.61        | 32.26 51.61        | 0.504 0.806        | 80 MB         | 2900          | 20 GB  | 800           | GDDR6 320-bit  | 20000       | 315 W | PCIe 4.0 ×16    |
| 라데온 RX 7900 XTX (Navi 31) | 2022/12/13 $999 USD                      | RDNA 3 TSMC N5 (GCD) TSMC N6 (MCD) | 1 × GCD 6 × MCD | 57.7×109 529 mm2       | 6144:384:192:96:192 96 CU | 1900 2500  | 729.6 960.0   | 364.8 480.0 | 46.69 61.44        | 46.69 61.44        | 0.730 0.960        | 96 MB         | 3500          | 24 GB  | 960           | GDDR6 384-bit  | 20000       | 355 W | PCIe 4.0 ×16    |

1. ↑  모든 활성 다이(하나의 GCD 및 최대 6개의 MCD)의 대략적인 다이 크기.[24]
2. 1 2 3  부스트 값(사용 가능한 경우)은 기본 값 아래에 기울임꼴로 표시된다.
3. ↑  텍스처 필레이트는 텍스처 매핑 유닛의 수에 기본(또는 부스트) 코어 클럭 속도를 곱하여 계산된다.
4. ↑  픽셀 필레이트는 렌더 출력 장치의 수에 기본(또는 부스트) 코어 클럭 속도를 곱하여 계산된다.
5. ↑  정밀도 성능은 FMA 연산을 기반으로 기본(또는 부스트) 코어 클럭 속도에서 계산된다.
6. ↑  통합 셰이더 : 텍스처 매핑 유닛 : 렌더 출력 장치 : 광선 가속기 : AI 가속기 및 컴퓨트 유닛 (CU)
7. ↑  공식적으로 선언된 반정밀도 성능은 다른 연산(a×b+c×d+e)을 기반으로 하므로 여기에 표시된 것의 두 배이다.

### 모바일
| 모델 (암호명)                | 출시 일자       | 마이크로아키텍처 & 공정            | 칩렛            | 트랜지스터 & 다이 크기 | 코어                      | 코어       | 필레이트      | 필레이트    | 처리 능력 (TFLOPS) | 처리 능력 (TFLOPS) | 처리 능력 (TFLOPS) | 인피니티 캐시 | 메모리 | 메모리        | 메모리           | 메모리      | TDP   | 인터페이스   |
| 모델 (암호명)                | 출시 일자       | 마이크로아키텍처 & 공정            | 칩렛            | 트랜지스터 & 다이 크기 | 구성                      | 클럭 (MHz) | 텍스처 (GT/s) | 픽셀 (GP/s) | 하프               | 싱글               | 더블               | 인피니티 캐시 | 크기   | 대역폭 (GB/s) | 버스 종류 & 너비 | 클럭 (MT/s) | TDP   | 인터페이스   |
|                              |                 |                                    |                 |                        |                           |            |               |             |                    |                    |                    |               |        |               |                  |             |       |              |
| ---------------------------- | --------------- | ---------------------------------- | --------------- | ---------------------- | ------------------------- | ---------- | ------------- | ----------- | ------------------ | ------------------ | ------------------ | ------------- | ------ | ------------- | ---------------- | ----------- | ----- | ------------ |
| 라데온 RX 7600S (Navi 33)    | 2023/1/4        | RDNA 3 TSMC N6                     | Monolithic      | 13.3×109 204 mm2       | 1792:112:64:28:56 28 CU   | 1500 2200  | 168.0 246.4   | 96.00 140.8 | 10.75 15.77        | 10.75 15.77        | 0.168 0.246        | 32 MB         | 8 GB   | 256           | GDDR6 128-bit    | 16000       | 75 W  | PCIe 4.0 ×8  |
| 라데온 RX 7600M (Navi 33)    | 2023/1/4        | RDNA 3 TSMC N6                     | Monolithic      | 13.3×109 204 mm2       | 1792:112:64:28:56 28 CU   | 1500 2410  | 168.0 269.9   | 96.0 154.2  | 10.75 17.28        | 10.75 17.28        | 0.168 0.270        | 32 MB         | 8 GB   | 256           | GDDR6 128-bit    | 16000       | 90 W  | PCIe 4.0 ×8  |
| 라데온 RX 7600M XT (Navi 33) | 2023/1/4        | RDNA 3 TSMC N6                     | Monolithic      | 13.3×109 204 mm2       | 2048:128:64:32:64 32 CU   | 1500 2615  | 192.0 334.1   | 96.00 167.0 | 12.29 21.42        | 12.29 21.42        | 0.192 0.335        | 32 MB         | 8 GB   | 288           | GDDR6 128-bit    | 18000       | 120 W | PCIe 4.0 ×8  |
| 라데온 RX 7700S (Navi 33)    | 2023/1/4        | RDNA 3 TSMC N6                     | Monolithic      | 13.3×109 204 mm2       | 2048:128:64:32:64 32 CU   | 1500 2500  | 192.0 320.0   | 96.0 160.0  | 12.29 20.48        | 12.29 20.48        | 0.192 0.320        | 32 MB         | 8 GB   | 288           | GDDR6 128-bit    | 18000       | 100 W | PCIe 4.0 ×8  |
| 라데온 RX 7800M (Navi 32)    | 2024년 9월 11일 | RDNA 3 TSMC N5 (GCD) TSMC N6 (MCD) | 1 × GCD 3 × MCD | 28.1×109 346 mm2       | 3840:240:96:60:120 60 CU  | 2335       | 560.4         | 224.2       | 35.87              | 35.87              | 0.560              | 48 MB         | 12 GB  | 432           | GDDR6 192-bit    | 18000       | 180 W | ?            |
| 라데온 RX 7900M (Navi 31)    | 2023/10/19      | RDNA 3 TSMC N5 (GCD) TSMC N6 (MCD) | 1 × GCD 4 × MCD | 57.7×109 529 mm2       | 4608:288:192:72:144 72 CU | 1825 2090  | 525.6 601.9   | 350.4 401.3 | 33.64 38.52        | 33.64 38.52        | 0.526 0.602        | 64 MB         | 16 GB  | 576           | GDDR6 256-bit    | 18000       | 180 W | PCIe 4.0 ×16 |

1. 1 2 3  부스트 값(사용 가능한 경우)은 기본 값 아래에 이탤릭체로 표시된다.
2. ↑  텍스처 필레이트는 텍스처 매핑 유닛의 수에 기본(또는 부스트) 코어 클럭 속도를 곱하여 계산된다.
3. ↑  픽셀 필레이트는 렌더 출력 장치의 수에 기본(또는 부스트) 코어 클럭 속도를 곱하여 계산된다.
4. ↑  정밀도 성능은 FMA 연산을 기반으로 기본(또는 부스트) 코어 클럭 속도에서 계산된다.
5. ↑  RDNA 3 기반 GPU는 듀얼 이슈 스트림 프로세서를 탑재하여 특정 병렬성 조건에서 클럭 주기당 최대 두 개의 셰이더 명령어를 실행할 수 있다.
6. ↑  통합 셰이더 : 텍스처 매핑 유닛 : 렌더 출력 장치 : 광선 가속기 : AI 가속기 및 컴퓨팅 유닛(CU)
7. ↑  공식적으로 선언된 반정밀도 성능은 다른 연산(a×b+c×d+e)을 기반으로 하므로 여기에 표시된 것의 두 배이다.

## 문제점

### 유휴 전력 사용량
선택된 고해상도, 고주사율 디스플레이를 사용하고 GPU가 비디오를 디코딩할 때 라데온 RX 7900 XT 및 RX 7900 XTX에서 비정상적으로 높은 유휴 전력 소비가 관찰되었다. 컴퓨터베이스(ComputerBase)는 RX 7900 XT와 RX 7900 XTX가 4K 60FPS 유튜브 비디오를 디코딩하고 재생할 때 각각 71W와 80W를 소비하는 반면, RX 6900 XT는 동일한 작업에 30W를 사용했음을 발견했다. AMD는 이 문제를 인정했으며, 드라이버 및 라데온 아드레날린 소프트웨어의 향후 업데이트를 통해 해결될 알려진 문제 목록에 추가되었다. 2022년 12월 22일, 아드레날린 에디션 22.12.2가 출시되었고, 이 RDNA 3 전용 드라이버는 GPU의 유휴 및 비디오 디코딩 시 전력 사용량을 크게 줄였다.

### 레퍼런스 카드 온도 문제
AMD의 라데온 RX 7900 XT 및 RX 7900 XTX 레퍼런스 에디션은 GPU 핫스팟에서 최대 109°C에 달하는 고온 문제를 겪었다. AIB 파트너 카드는 이 문제의 영향을 받지 않는 것으로 확인되었다. 레퍼런스 카드의 시끄러운 팬과 열 스로틀링은 레퍼런스 쿨러와 GPU 칩렛 간의 접촉 불량으로 인해 발생했을 수 있다. HardwareLuxx는 대신 Navi 31 칩렛에 사용된 직접 다이 냉각이 7개의 다이 전체에 걸쳐 고르지 않은 접촉 압력으로 인해 어려울 수 있다고 보았다. AMD는 2022년 12월에 이 문제를 조사 중이라고 밝혔다. AMD는 레퍼런스 카드의 시끄러운 팬과 열 스로틀링이 베이퍼 챔버의 물 부족으로 인한 제조 결함 때문이라고 밝혔다. 해당 카드는 요청 시 AMD에서 교체해 준다.
2023년 1월 6일, AMD 그래픽 부문 수석 부사장 겸 총괄 책임자인 스콧 허켈만(Scott Herkelman)은 PCWorld와의 인터뷰에서 특정 작업 부하에서 GPU가 110°C로 스로틀링되면 "작은 성능 차이"가 있을 것이라고 말했다. 일부 언론 매체는 허켈만의 발언에 동의하지 않았다. 예를 들어, 영향을 받은 RX 7900 XTX 4개 중 3개가 동일한 테스트에서 이전 세대 6900 XT보다 성능이 저조했는데도 "작은 성능 차이"가 있었다고 그가 말한 점에 대해 이견을 보였다. 일반적으로 RX 7900 XTX는 6900 XT보다 약 30~60% 더 나은 성능을 보인다.

## 같이 보기
- 라데온 RX 6000 시리즈
- 라데온 프로
- AMD 인스팅트
- RDNA (마이크로아키텍처)
- AMD 그래픽 처리 장치 목록
- 지포스 40 시리즈